# 風色幻想III～罪與罰的鎮魂歌～
《風色幻想III～罪與罰的鎮魂歌～》是弘煜科技开发的戰略角色扮演遊戲。亦是弘煜經過長久研發期，使用新型3D遊戲引擎的開始。故事內容屬於菲利斯多篇四部曲中第三部曲。游戏於2004年11月16日在台湾發售，中国大陆则由寰宇之星代理，於2005年2月25日发行。

## 故事簡介
很久以前，救世主加瑟多為結束人類與妖精的戰爭，使用遠古時代邪神迪斯雅的七枚原罪徽章封印亂世的六大聖靈，但為封印六聖靈而力盡的加瑟多卻在死前留下未來七大原罪徽章的力量將會復甦，毀滅世界的預言……。人類為抵禦這滅世災難，集合世界各地的精英，成立一個專門消弭七原罪之劫的組織——「斷罪之翼」。
故事的主角凱琳·賽拉菲姆和如同姊姊的守護者雪菈·貝祺朵成為今年聖都尼魯進入「斷罪之翼」組織的代表。在「斷罪之翼」凱琳與來自世界各地的夥伴們為封印原罪劫不斷努力。但一件件圍繞著原罪之劫與原罪徽章的陰謀卻也開始浮上檯面。這會為凱琳與這群共患難的夥伴們帶來什麼樣的改變？傳說的原罪劫又真會如預言般的覺醒嗎？

## 登場人物

### 斷罪之翼
為消弭原罪劫成立的的組織，有著來自世界各地的資源贊助。
旗下人員以「GERMINATE」、「SEED」兩組，劃分主戰力、輔戰力。

#### SEED
凱琳‧賽拉菲姆
白髮紫瞳的夜鷲族少女，自小被聖都主教費恩收養，天生的白髮與優美歌藝讓她被稱為「夜鷲的白髮歌姬」（不過在遊戲中從沒唱過歌）。年幼時因「黑色新娘的悲劇」失去母親，誓殺黑色新娘成為她與雪菈共同的目標。個性堅強，做任何事都非常努力決不輕言放棄。她的座右銘是「奇蹟的公式等於萬千努力加上決不放棄」。
其實凱琳並非夜鷲族人，她是居住在空之島的大魔導師-亞蒂瑪的女兒，在空之島因「黑色新娘的悲劇」毀滅後，因為她的外表像夜鷲族，收養她的費恩主教希望她能藉此隱藏身分。
雪菈‧貝祺朵
守護魔女亞蒂瑪的「護之一族」倖存者，從小就守在凱琳身邊，兩人情同姊妹。擅長各種武鬥技巧。因為「黑色新娘的悲劇」失去所有族人，使她對黑色新娘的復仇信念非常執著。
西薩‧赤紅‧聖亞里昂
因過去的無數戰績被稱為「修羅將軍」，擅長戰術的運用，有著優異的指揮能力。雷歐哈特的養子。
愛斯玲‧綠‧聖亞里昂
西薩的義妹，個性天真活潑的弓術高手。
九音‧赤蝶
19歲的冷夜公主，責任感深重的赤蝶族年輕族長，和曼菲斯特及韓德是義兄妹，和西薩之間有某種情愫。
帕魯瑪‧艾莉卡
性格古怪的天才魔導師，總放心不下修羅將軍-西薩，西薩的副官，雷歐哈特的四名養子女之一。

#### GERMINATE
藍斯‧沙亞特
聖燄的皇子，身為王位繼承人及傳說中英雄王漢彌爾的後裔，背負著聖燄眾人的期待長大，不負眾望的以優異的能力被視為天才，在這稱呼之下，是他無數努力的累積，視西薩為勁敵。
是凱琳的仰幕對象。
希絲緹娜‧沙亞特
藍斯的妹妹，雖貴為聖燄公主，王位第二繼承人，因身為女性讓她在聖燄並未像其兄受到重視，和艾爾札克是情人，喜歡艾爾札克，但身分的差距卻讓彼此有些距離。
艾爾札克‧提爾哈洛德
出身聖燄貧民窟，喜歡希絲緹娜，因在聖燄武鬥會的優異表現被人民譽為平民英雄，擅長暗殺技。
安潔妮‧法奈爾III
來自異國，為尋找摯友-露菲雅‧希爾達而行動的聖職者，因能施展絕對封印法─拉克西絲禁咒而被網羅進斷罪之翼。曾在《風色幻想～魔導聖戰》登場。
烏德斯‧艾佛列德
人稱「慵懶天才」的年輕武聖，性格極為自負。

### 聖燄聯合公國
由多數國家組成的聯合王國，是大陸上最強盛的國家，隱藏在內的爭端卻是波濤洶湧。
傑奧斯‧沙亞特
現任聖燄公王，藍斯與希絲緹娜之父。
拉法利翁‧瑞恩
斷罪之翼的教官，聖燄聯合的聖殿將軍，個性熱血，他的教育方式讓斷罪之翼成員們吃了不少苦頭。
雷歐哈特‧聖亞里昂
在聖燄聯合有著「英雄」之稱的護國將軍，斷罪之翼最高指導者，西薩、愛斯玲、帕魯瑪、蕾菲娜的養父。
蕾菲娜‧艾莉卡
斷罪之翼的教官，有著「羅剎將軍」之名的騎士，帕魯瑪的親姊姊，和妹妹同樣是雷歐哈特的養女。

### 冷夜帝國
由北方四大部族─雪狼、赤蝶、燄梟、夜鷲族組成的國家。
曼菲斯特‧雪狼IV‧冷夜
冷夜帝國的年輕皇帝，韓德與九音的義兄。
韓德‧燄梟
擔任斷罪之翼的軍師角色，本身是冷夜的親王亦是燄梟族長，九音的義兄。

### 聖都尼魯
位於冷夜境內但不屬於冷夜帝國的宗教都市。
費恩‧里希塔爾
聖都尼魯的現任大主教，凱琳與雪菈的養父，但其實是被認為已故的救世主-加瑟多。
愛西亞‧可魯迪娜
斷罪之翼的教官，被稱為「時律的巫女」，發明並指導凱琳使用封印原罪徽章的「大封印之法」。

### 布朗西斯王國
位於聖燄西方的山岳帝國，以駕馭龍作戰的龍騎士聞名於世。
希洛依
龍女王，布朗西斯現任君主（在資料片─死神的禮物附錄CG曾提到她是西薩的未婚妻，不過遊戲中似乎沒這個設定）。
法姆‧馮‧布朗西斯
布朗西斯禁衛軍隊長，受龍女王之命援助斷罪之翼。

### 自由王國─香格里拉
沒有國王也沒有軍隊，僅由商人組成的聯合貿易組織「鐵十字」掌管規劃，成為一個像國家又不太像國家的奇特土地。
克萊普‧艾文格雷
香格里拉現任領主，斷罪之翼的教官兼資金贊助者，也是幽彌的老師，性格風趣，外表像個青年，實際年齡不明。
幽彌‧紫剡
著名的魔獸獵人，斷罪之翼前任成員，原本和愛斯玲是好友，因為了追查過去破壞自己村子的魔獸─巴弗滅而離開，但讓兩人友情出現裂痕。

### 其他人物
弗妮
擁有原罪徽章「噬魂」的神秘女性，能召喚古代魔獸巴弗滅，不斷阻擾斷罪之翼封印原罪徽章的行動。
克蘿蒂亞‧費若尼茲
賽連反叛軍領袖之女，艾爾札克的兒時好友，有提到她喜歡艾爾札克。
貝莉卡
妖魘之海的死神，說話時喜歡在語尾加~喵。資料片「死神的禮物」有追加她的劇情。
裘卡
歷代風色幻想系列都曾出現的角色，但不一定是同一人，不過這個裘卡和《風色幻想II～aLIVE～》的血輪迴死神是同一個。
法魯
祭風之塔（知識之神的海市蜃樓）的主人。曾在弘煜早期作品《幻想時空》登場。
賽莉耶‧艾絲特里亞
被人們稱為「異國的賢者」，安潔妮的老師。曾在《風色幻想～魔導聖戰～》登場的人物。
更正確的說賽莉耶應該是「異世界的賢者」，在遊戲中《風色幻想～魔導聖戰～》與《風色幻想Ⅲ～罪與罰的鎮魂歌～》分別是不同的世界。賽莉耶與她的弟子安潔妮為尋露菲雅‧希爾達，來到風色幻想Ⅲ的世界。

## 原罪徽章
遠古邪神迪斯雅所擁有，有著七原罪力量的徽章，後被救世主加瑟多用來封印六大聖靈。除「虛榮的世界」沒有封印聖靈並由費恩主教持有外，其他徽章皆四散各地。
- 風之徽章憤怒的奔雷
- 火之徽章怠惰的炙焰
- 地之徽章忌妒的馭獸
- 光之徽章暴食的喚龍
- 水之徽章貪婪的渦漩
- 暗之徽章慾望的噬魂
- 無之徽章虛榮的世界

## 雙結局
《風色幻想III～罪與罰的鎮魂歌～》的結局分為“Happy End”跟“Bad End”兩種。須滿足八種條件才能達成Happy End。

## 故事完整性
玩過風色幻想III的玩家都說故事劇情不完整，留下太多伏筆疑問未解，據說是因為劇本內容過於龐大加上受到發售時間影響才不得已將故事一分為二，變成《風色幻想III～罪與罰的鎮魂歌～》和續作《風色幻想4～聖戰的終焉～》。